# 大江研究所
株式会社大江研究所（おおえけんきゅうしょ）は、かつて存在した日本の都市計画系シンクタンク。
大江吉宣が設立した個人事務所だった。

## 概要
大江吉宣の師は吉阪隆正だった。しかし早稲田大学在学中に吉阪の研究室には在籍していなかった。研究室を超えた私人としての交友関係であったと大江は述べている。主著は『自給都市論』日本評論社、である。なお大江は建設省建設大学校の非常勤講師（地域計画）も務めていた。
大江は吉阪の死後、建築アトリエ方式のシンクタンク会社として、大江研究所を設立した。
業務は、吉阪の縁故人脈からもたらされる関係で、都市計画分野が多かったが、中には地域振興分野もカバーしていた。
優秀な若い研究員も多かったが、ワンマンだったと当時の研究員は語っている。
ユニークな計画センスや技法で雑誌等で特集（ないし書評）されるなど業界内を一世風靡したが、バブル崩壊のあおりも受けて1990年代半ばに閉鎖した。